# Isoprozess
Ein Isoprozess ist ein thermodynamischer Prozess, in dessen Verlauf eine der Zustandsgrößen konstant bleibt. Dabei nimmt man stets an, dass jedenfalls die Masse des Systems konstant ist.
Ein thermodynamischer Prozess, bei dem das Volumen des Systems unverändert bleibt, heißt isochorer Prozess. Ein thermodynamischer Prozess unter gleichbleibendem Druck wird als isobarer Prozess bezeichnet. Ein thermodynamischer Prozess, in dessen Verlauf sich die Temperatur nicht ändert, heißt isothermer Prozess. Ein thermodynamischer Prozess, in dessen Verlauf sich die Energie nicht ändert, heißt adiabatischer Prozess. Daneben existieren noch isentrope, isenthalpe und weitere Prozesse mit konstanten Zustandsgrößen.